# День державної служби
День держа́вної слу́жби — професійне свято в Україні. Відзначається щорічно 23 червня — у День державної служби Організації Об'єднаних Націй. Не є вихідним днем.

## Історія свята
Свято встановлено в Україні «…зважаючи на роль державної служби у процесі становлення України як суверенної, незалежної, демократичної, соціальної, правової держави та підтримуючи рішення Генеральної Асамблеї ООН…» згідно з Указом Президента України «Про День державної служби» від 4 квітня 2003 року № 291/2003.

## Відзначення
В цей день відзначаються найкращі представники серед державних службовців України, які щорічно обираються Національним агентством України з питань державної служби на всеукраїнському конкурсі «Кращий державний службовець».